# Богатырёв, Дмитрий Кириллович
Дмитрий Кириллович Богатырёв (род. 16 февраля 1963) — основатель и ректор Русской христианской гуманитарной академии имени Ф. М. Достоевского, доктор философских наук, профессор, основатель издательства РХГА (в том числе, знаменитой серии «Русский путь: pro et contra»), член Совета ректоров вузов Санкт-Петербурга и Ленинградской области (с 1999 года), член Президиума совета ректоров вузов Северо-Западного Федерального округа, член Ассоциации негосударственных вузов России (АНВУЗ), член Президиума Российского культурологического общества (РКО), член Президиума Российского философского общества (РФО).

## Биография
Родился 16 февраля 1963 года в городе Тирасполь, Молдавская ССР. Отец — Бурлака Кирилл Дмитриевич, мать — Богатырёва Галина Дмитриевна.
В 1985 году окончил философский факультет Ленинградского государственного университета им. А. А. Жданова, где затем продолжил обучение в аспирантуре, которую завершил в 1988 году.
С 1985 по 1990 год работал в вузах Ленинграда и Санкт-Петербурга. В 1989 году стал одним из основателей первого в Петербурге негосударственного высшего учебного заведения — Высших Гуманитарных Курсов (с 1993 г. — Русский христианский гуманитарный институт, с 2004 г. — Русская христианская гуманитарная академия). С 1994 г. — ректор РХГА.
В 2014 г. принял фамилию матери. Научные публикации до этого момента издавались под фамилией Бурлака, дальнейшие публикации выходят под фамилией Богатырёв.
Женат, воспитывает троих сыновей.

## Научные интересы
Философия, религиоведение, теология, культурология, образование.
Тема докторской диссертации «Метафизика культуры. Опыт систематизации идей русских религиозных мыслителей» (2008).

## Научная деятельность
Автор свыше 100 научных трудов, в том числе монографий: Метафизика культуры. СПб., 2006, 2008, 2009, 2019; Мышление и откровение, СПб., 2007, 2011, 2022, 2024; Религии и идеологии. СПб, 2017, 2019; а также ряда аудио и видеокурсов («Новый Завет и культура», «Введение в философию», «Систематическая философия», «Теология культуры», «Религиозно-философские основы психологии», «Русская культура как ресурс национальной безопасности» и др.).
Специалист в области культурологии, философии образования, теоретической философии, философии религии. Автор оригинальной концепции ценностно-культурологической педагогики — школы основанного на христианских ценностях гуманитарного университетского образования, воплощенной в программе и фактической работе РХГА.

## Издательская деятельность
Основатель и главный редактор издательства РХГА (1993). Организовал перевод и издание классиков христианской и античной культуры — Платона, Дионисия Ареопагита, Бл. Иеронима, Максима Исповедника, Иоганна Таулера и других. Издательство РХГА опубликовало свыше 1200 наименований учебных, научных, просветительских книг, переводов с современных и древних языков (помимо учебно-методических пособий). Издательство РХГА сегодня — одно из самых авторитетных и динамично-развивающихся вузовских издательств России.
По инициативе и под редакцией Д. К. Богатырёва с 1994 года издается многотомная серия книг «Русский Путь: рro et contra» . В 2025 году серия преодолела рубеж в 200 томов.

## Проектная деятельность
Руководитель и участник ряда научно-исследовательских проектов, получивших поддержку российских научных фондов (РГНФ, РФФИ, РНФ).
Организатор подготовки и реализации научно-исследовательских проектов, проводимых на базе РХГА.